# Pinguicula mariae
Pinguicula mariae är en tätörtsväxtart som beskrevs av S. Jost Casper och R. Stimper. Pinguicula mariae ingår i släktet tätörter, och familjen tätörtsväxter. Inga underarter finns listade i Catalogue of Life.